# Nobody.one
nobody.one — российская рок-группа, созданная гитаристом Сергеем Табачниковым.
С 2010 по 2020 год коллектив выпустил 6 альбомов и сыграл более 600 концертов.

## История

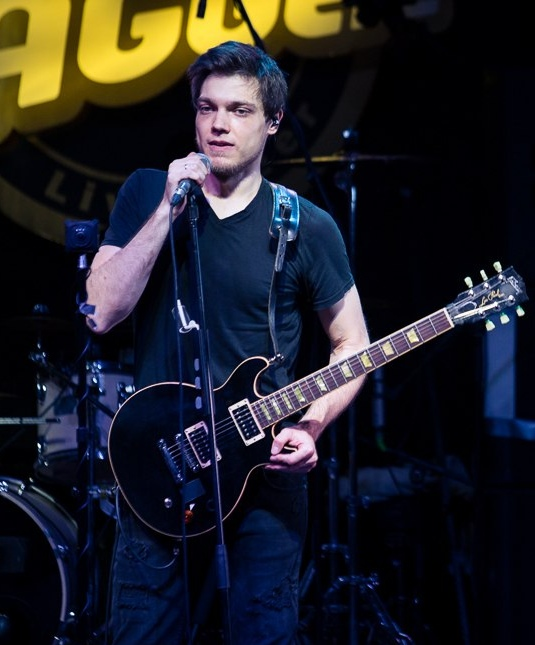
Сергей Табачников на сцене в 2017 году

nobody.one была сформирована гитаристом Сергеем Табачниковым в Самаре в 2004 году. В этом году вышел первый альбом группы «64 kpbs Sodomy», который не входит в официальную дискографию, но некоторые композиции и идеи с данной работы нашли своё место в дальнейшем творчестве. Коллектив играет в различных жанрах инструментальной музыки.
В 2010 году был записан первый официальный альбом «Head Movies», после которого группа отправилась в продолжительные гастрольные туры по России и странам СНГ.
В 2012 году вышел альбом «Does».
В 2013 году вышел альбом «The Wall Eater».
В 2013 году группа выступила на сцене «НАШЕ 2.0» фестиваля «Нашествие».
В 2014 году коллектив выпустил альбом «Ocean Echo», презентация которого прошла в ряде городов России, в том числе на Дальнем Востоке. Основными усилителями, которые использует Сергей являются Mesa/Boogie Stiletto и Vox AC15, однако для записи использовался Fractal Audio Systems Axe-Fx II.
В июне 2014 года группа выступила на фестивале «Ночь живых музыкантов», а в июле коллектив стал одним из хэдлайнеров фестиваля «Энергия Поволжья».
В 2016 году вышел альбом «No Care».
В августе 2017 года группа выступила на главной сцене фестиваля «Чернозём».
В 2020 году был выпущен альбом «Mercy, Please Mercy!», в поддержку которого в октябре был проведён тур по городам России. 

## Состав

### Текущий состав
- Сергей Табачников — гитара

Концертные музыканты
- Рустам Галимов — ударные
- Сергей Шеин — бас-гитара

Сессионные музыканты
- Роман Петросян — ударные

### Бывшие участники
Концертные музыканты
- Сергей Репин — бас-гитара
- Никита Марченко — бас-гитара
- Семен Шляпин — бас-гитара
- Николай Долишний — бас-гитара
- Олег Подобедов — ударные
- Юрий Малеев — бас-гитара
- Григорий Гумеров — гитара

## Дискография
| Год  | Альбом               |
| ---- | -------------------- |
| 2010 | Head Movies          |
| 2012 | Does                 |
| 2013 | The Wall Eater       |
| 2014 | Ocean Echo           |
| 2016 | No Care              |
| 2020 | Mercy, Please Mercy! |

## Отзывы и критика
Всеволод Баронин писал: «Сила Сергея как композитора и гитариста-исполнителя заключается как в его верности постулатам инструментального гитарного рока, так и в очень небанальной работе с обработками и эффектами — что, возможно, и даёт поводы к разговорам о пост-роковом звучании. Собственно, материал как „Head Movies“, так и „Does“ достаточно четко распадается на четыре основных составляющих — темповые традиционные хард-роковые номера с могучими риффами и зачастую не без лёгкого налета альтернативного звучания, лирические „сатрианизмы“, незаурядно звучащие пьесы и, наконец-то, атмосферные номера, всё же дающие повод говорить о пост-роковых экспериментах — впрочем, более чем оправданных».
Обозреватель журнала «InRock» Дмитрий Кошелев так охарактеризовал альбом «Ocean Echo»: «Как и предыдущие работы, новый альбом под завязку полон разнообразными мелодиями и ритмами, в которых отразилось богатое и живое воображение. То же можно сказать и о звучании гитар и гитарных соло. Табачников играет лихо, с зашкаливающей энергетикой. При этом новый материал более тщательно продуман в плане аранжировок и лучше записан. И это позволяет предположить, что „Ocean Echo“ привлечет к творчеству Табачникова и компании внимание новых слушателей, неравнодушных к „странной и красивой музыке без слов“».
Обозреватель портала Guitar.ru Яков Каганцов отметил, что «материал „No Care“ вышел хлестким, разнообразным и компактным. В нем присутствует нерв и драйв. Но нет ничего лишнего. Конкурировать с предыдущим собственным релизом „Ocean Echo“ (2014) было непросто, но Nobody.One вполне успешно справились с поставленной задачей». При этом он жёстко раскритиковал альбом «Mercy, Please Mercy!», отметив, что «музыкальный материал, представленный на альбоме, действительно нуждался, но не в милосердии, а в твердой руке профессионального продюсера. Который смог бы выверить и довести идеи гитариста до товарного качества. Без сожаления отбросить сомнительное и надуманное. Сделать из того, что имелось в наличии, альбом или же миниальбом. А не лоскутное музыкальное одеяло с зияющими прорехами, которое получилось в итоге».

В 2019 году группа Louna назвала Сергея Табачникова одним из талантливейших музыкантов в стране.